# Municipi de Gulbene
El municipi de Gulbene (en letó: Gulbenes novads) és un dels 110 municipis de la República de Letònia, que es troba localitzat al nord-est del país bàltic, i que té com a capital la localitat de Gulbene. El municipi va ser creat l'any 2009 després d'una reorganització territorial.

## Ciutats i zones rurals
- Parròquia de Beļava (zona rural)
- Parròquia de Dauksti (zona rural)
- Parròquia de Druviena (zona rural)
- Parròquia de Galgauska (zona rural)
- Gulbene (ciutat)
- Parròquia de Jaungulbene (zona rural)
- Parròquia de Lejasciems (zona rural)
- Parròquia de Litene (zona rural)
- Parròquia de Lizums (zona rural)
- Parròquia de Līgo (zona rural)
- Parròquia de Ranka (zona rural)
- Parròquia de Stāmeriena (zona rural)
- Parròquia de Stradi (zona rural)
- Parròquia de Tirza (zona rural)

## Població i territori
La seva població està composta per un total de 25.546 persones (2009). La superfície del municipi té uns 1.876,1 kilòmetres quadrats, i la densitat poblacional és de 13,62 habitants per kilòmetre quadrat.

## Personatges coneguts
- Apsīšu Jēkabs, pseudònim de Jānis Jaunzemis (1858-1929), escriptor letó.

## Galeria

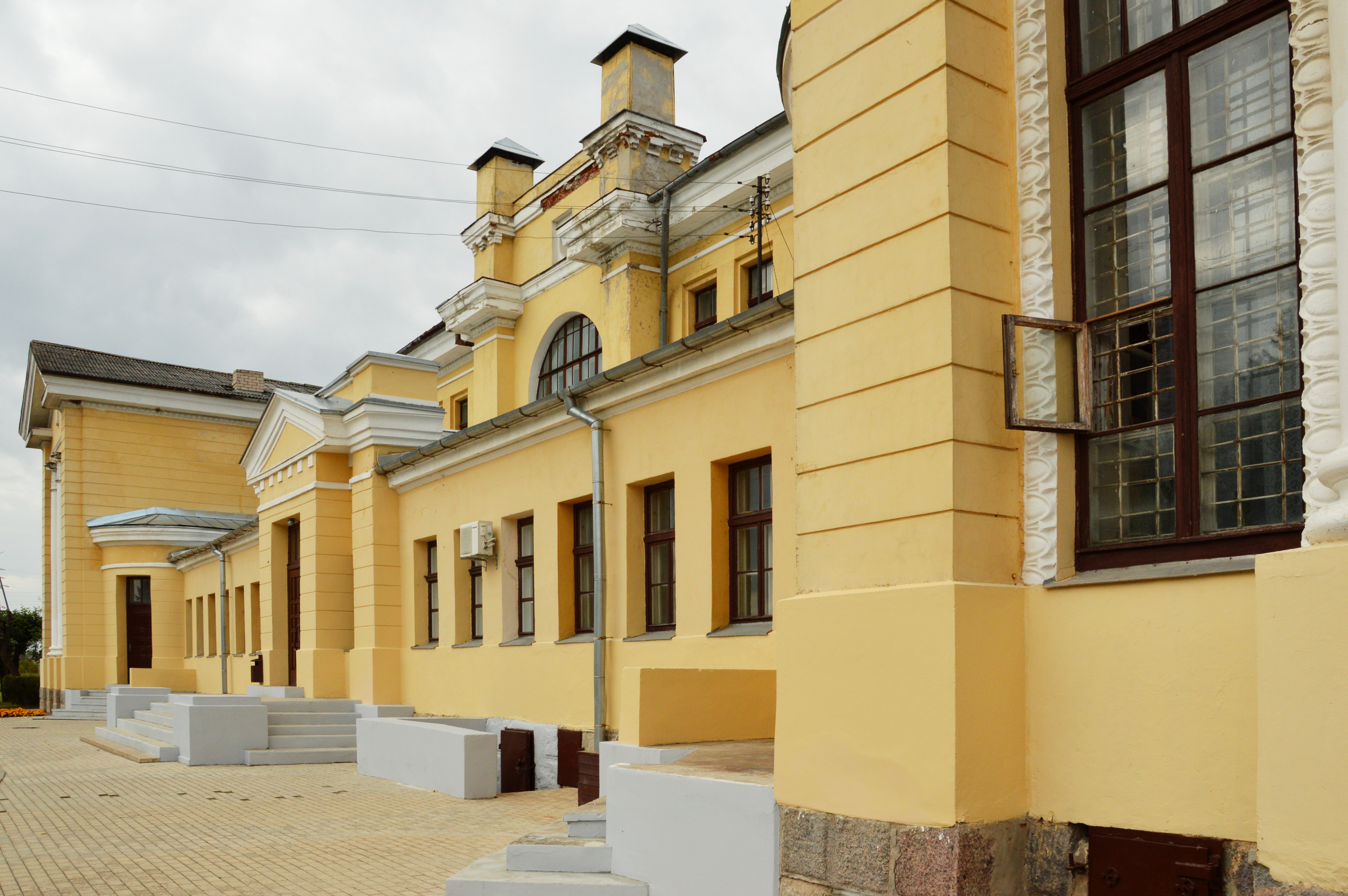
Estació de tren de Gulbene
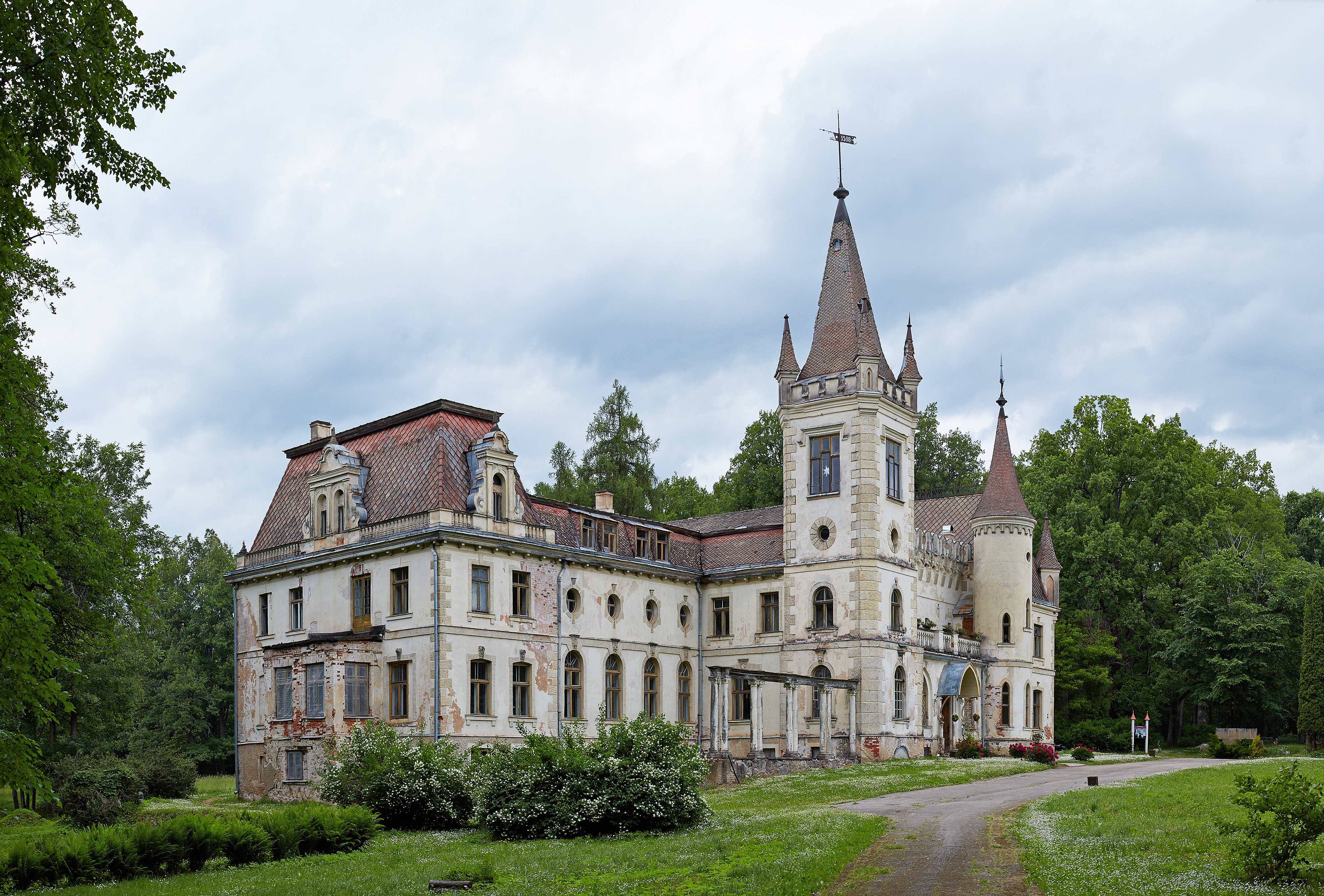
Palau de Stameriena
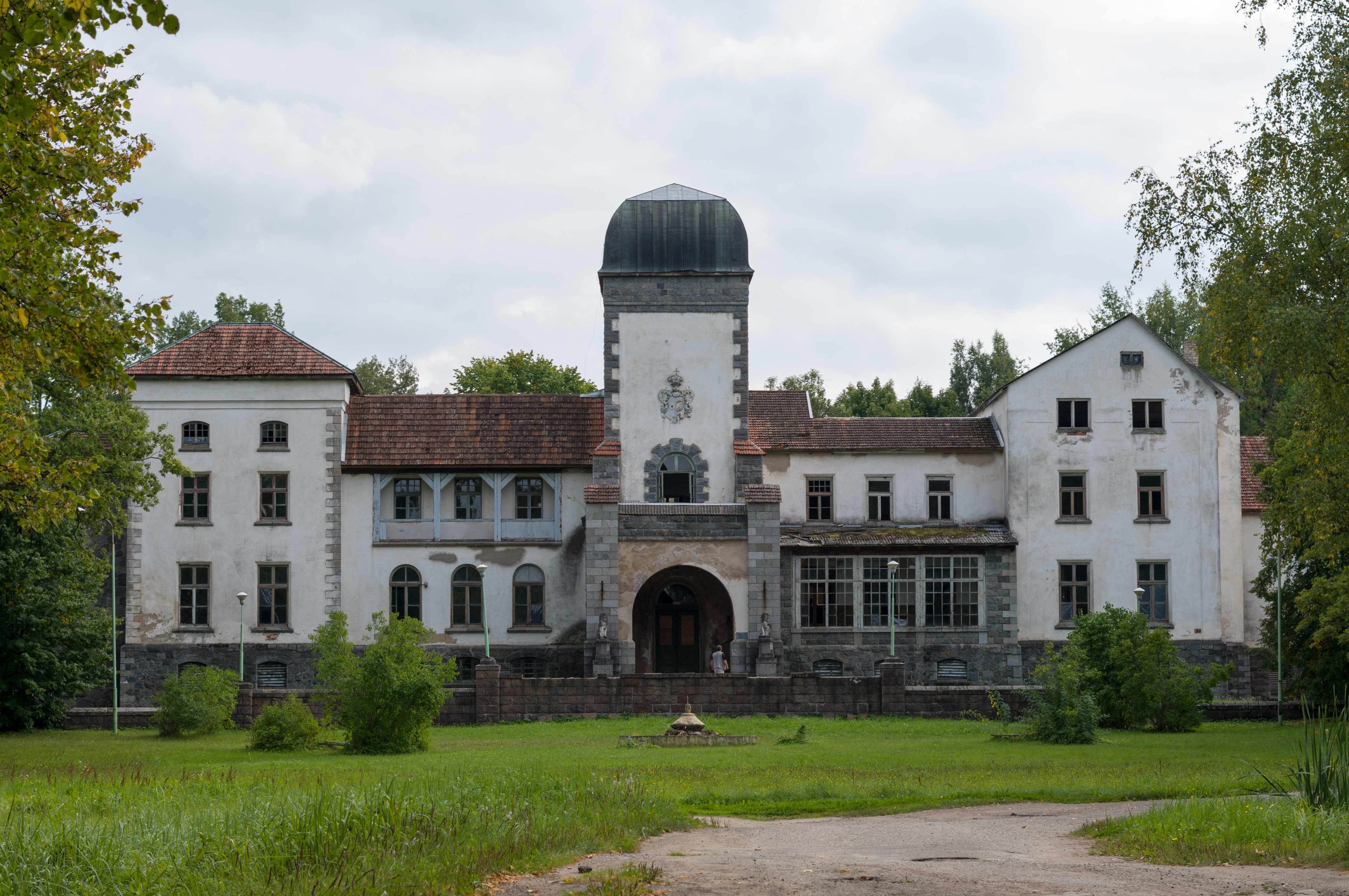
Casa Senyorial de Jaungulbene